# 游離輻射

电离辐射的標誌。此标志的含义是“当心电离輻射”，预示著标志挂放处可能存在被辐射照射的危险。

非电离辐射的標誌。

又稱，是指波長短、頻率高、能量高的射線（粒子或波的双重形式）。輻射可分為游離輻射和非游離輻射，游離輻射可以從原子或分子裡面電離過程（Ionization）中作用出至少一個電子。反之，非游離輻射則不行。游離能力，決定於射線（粒子或波）所帶的能量，而不是射線的數量。如果射線沒有帶有足夠游離能量的話，大量的射線並不能夠導致游離。

## 分类
- 游離輻射包含：α射線（α粒子）、β射線（β粒子）、中子、宇宙射线等高能粒子流与γ射線、X射線等高能电磁波。電磁波（光子）的游離能力，隨著電磁波譜變化，電磁波譜中的γ射線、X射線幾乎可以電離任何原子或分子。電磁波的頻率愈高，能量愈強，電離能力愈強。在電磁波譜上，遠紫外線，電離能力較強；
  - 直接游離輻射：具有足够动能的、碰撞时能引起介质电离的带电粒子组成的辐射。[2]
  - 間接游離輻射：具有足够动能的、碰撞时能产生带电粒子从而引起介质电离的不带电粒子组成的辐射。
- 非游離輻射是指与X射線相比之下波长较长的电磁波，由于其能量低，不能引起物质的电离，故称为非电离辐射。如近紫外线与可見光、红外线、微波和無線電波等游離能力較弱的电磁波。

## 人造辐射与用途
- 游離輻射被广泛应用在醫療領域，如：X光檢驗、癌症治療、CT造影檢查；
- 游離輻射也能用於工程領域，如：核能發電、靜電消除、非破壞性檢驗；[3]
- 在軍事領域裡，有利用核爆炸制造巨量游離輻射的武器，如脏弹和中子弹。因為大量的游離輻射對人體极为有害，可阻延新陳代謝中舊有壞細胞之凋亡并导致细胞停止分裂，從而會引发癌症、不孕、基因突變、后代畸形等生物細胞異常情況。

## 天然辐射
一些天然元素会自然发出游離輻射，例如鐳、鈽、鈾、釷等放射性元素，會釋放游離輻射。正常的生活環境下，也存在少量的游離輻射，稱背景輻射，主要是由自然界的氡氣產生。

## 危害性与辐射的作用方式
电离辐射对人体的危害性极大，因为一般电离辐射是看不到的，而具有放射性的微尘极其细小不易被察觉，因而受害者可能会在不知不觉中被过量照射或吸入大量放射微尘。在短时间内过量照射或吸入大量放射微尘会引起急性放射病，可出现恶心、呕吐、腹痛和脱发等症状，其造血功能、消化系统和神经系统亦可能出现异常；而放射性核素长期超量蓄积在体内，可引起慢性放射病。过量电离辐射有致癌和致畸作用。
- 外照射：游離輻射在人体外的辐射源对人体产生作用。
- 内照射：放射性核素进入人体，直接对人体内部产生作用。

## 电离辐射的一般接触机会
- 核工业系统：放射性物质开采、冶炼、核电站、核反应堆。
- 射线发生器生产和使用：粒子加速器、医疗X光檢驗。
- 放射性核素生产和使用：科研实验。
- 天然放射性核素伴生：獨居石等放射性矿物。

## 电离辐射的量和单位
- 活度：单位时间内的衰變數葉正義，稱為活度。
- 暴露量：射线对空气的电离能力。
- 吸收劑量：每单位被照物质吸收任何电离辐射的平均能量。
- 等效劑量：吸收劑量×加權因數，衡量不同类型电离辐射的生物学效应（一般应用在辐射防护中）。

| 物理量   | 旧单位      | 新单位            | 换算关系          |
| -------- | ----------- | ----------------- | ----------------- |
| 活度     | 居里（Ci）  | 貝克勒尔（Bq）    | 1Ci＝3.7×1010Bq   |
| 暴露量   | 倫琴（R）   | 庫倫/千克（C/kg） | 1R＝2.58×10−4C/kg |
| 吸收劑量 | 拉德（rad） | 格雷（Gy）        | 1Gy＝100rad       |
| 等效劑量 | 侖目（rem） | 西弗（Sv）        | 1Sv＝100rem       |

## 外部連結
- （繁體中文）非屬原子能游離輻射管制網-首頁
- （繁體中文）NRSL 協助草擬游離輻射認證之技術規範之單位
- 游離輻射的傷害-林杰樑醫師
- （英文）The Nuclear Regulatory Commission （页面存档备份，存于） regulates most commercial radiation sources and non-medical exposures in the US: